# Élections législatives de 1981 dans l'Aube
Les élections législatives françaises de 1981 dans l'Aube se déroulent les 14 et 21 juin 1981.

## Élus
| Circonscription | Député sortant                              | Parti | Parti     | Député élu ou réélu | Parti | Parti    |
| --------------- | ------------------------------------------- | ----- | --------- | ------------------- | ----- | -------- |
| 1re             | Pierre Micaux                               |       | UDF (PR)  | Pierre Micaux       |       | UDF (PR) |
| 2e              | Jacques Delhalle suppléant de Robert Galley |       | RPR       | Robert Galley       |       | RPR      |
| 3e              | Paul Granet                                 |       | UDF (Rad) | Michel Cartelet     |       | PS       |

## Positionnement des partis
Le Parti socialiste et le Parti communiste français, sous l'appellation « majorité d'union de la gauche », se présentent dans les trois circonscriptions auboises. Les socialistes investissent Yvan Calvet, Jean Weinling, maire de Bar-sur-Seine et Michel Cartelet, adjoint au maire de Romilly-sur-Seine, tandis que les communistes soutiennent Marie-Noëlle Lhomme, Arlette Boilot et Georges Didier, premier adjoint et conseiller général du canton de Romilly-sur-Seine-II.
La majorité sortante, réunie dans l'Union pour la nouvelle majorité (UNM), présente elle aussi des candidats dans l'ensemble des circonscriptions, dont les députés sortants Pierre Micaux (UDF-PR, 1re) et Paul Granet (UDF-Rad., 3e). Dans la 2e circonscription (Troyes - Bar-sur-Seine), le maire RPR de Troyes Robert Galley – élu en 1978 et remplacé par son suppléant Jacques Delhalle à la suite de sa nomination au gouvernement – est à nouveau candidat. On compte par ailleurs un candidat centriste, André Lemeland, dans cette même circonscription, un divers droite et un RPR non investi par l'UNM, Edgard Barbuat, dans la 3e circonscription.
Enfin, deux candidats divers gauche se présentent dans les 1re et 3e circonscription alors que Gaspard de Contades, socialiste indépendant soutenu par le Mouvement démocrate socialiste (MDS), l'écologiste Hélène Colonna-Bourdon et Annie Cousin pour Lutte ouvrière sont en lice dans la circonscription de Troyes - Nogent-sur-Seine.

## Résultats

### Résultats à l'échelle du département
| Parti          | Parti                              | Premier tour | Premier tour | Second tour | Second tour | Sièges |
| Parti          | Parti                              | Voix         | %            | Voix        | %           | Sièges |
| -------------- | ---------------------------------- | ------------ | ------------ | ----------- | ----------- | ------ |
|                | Parti socialiste                   | 46 159       | 34,31        | 52 948      | 50,86       | 1      |
|                | Parti communiste français          | 19 439       | 14,45        | Retrait     | Retrait     | 0      |
|                | Majorité présidentielle            | 65 598       | 48,76        | 52 948      | 50,86       | 1      |
|                |                                    |              |              |             |             |        |
|                | Union pour la démocratie française | 38 753       | 28,80        | 25 293      | 24,30       | 1      |
|                | Rassemblement pour la République   | 25 049       | 18,62        | 25 861      | 24,84       | 1      |
|                | Divers droite                      | 433          | 0,32         |             |             | 0      |
|                | Union pour la nouvelle majorité    | 64 235       | 47,74        | 51 154      | 49,14       | 2      |
|                |                                    |              |              |             |             |        |
|                | Divers centre                      | 1 753        | 1,30         |             |             | 0      |
|                | Divers écologiste                  | 970          | 0,72         | 0           |             |        |
|                | Divers gauche                      | 802          | 0,60         | 0           |             |        |
|                | Mouvement démocrate socialiste     | 753          | 0,56         | 0           |             |        |
|                | Lutte ouvrière                     | 435          | 0,32         | 0           |             |        |
|                |                                    |              |              |             |             |        |
| Inscrits       | Inscrits                           | 189 242      | 100,00       | 134 960     | 100,00      | 3      |
| Abstentions    | Abstentions                        | 52 651       | 27,82        | 29 175      | 21,62       |        |
| Votants        | Votants                            | 136 591      | 72,18        | 105 785     | 78,38       |        |
| Blancs et nuls | Blancs et nuls                     | 2 045        | 1,5          | 1 683       | 1,59        |        |
| Exprimés       | Exprimés                           | 134 546      | 98,5         | 104 102     | 98,41       |        |

### Résultats par circonscription

#### Première circonscription (Troyes - Bar-sur-Aube)
|                | Pierre Micaux sortant réélu | UDF (PR)       | 19 959 | 51,31  |  |  |  |
|                | Yvan Calvet                 | PS             | 13 851 | 35,61  |  |  |  |
|                | Marie-Noëlle Lhomme         | PCF            | 4 454  | 11,45  |  |  |  |
|                | Robert Gervilliers          | Divers gauche  | 633    | 1,63   |  |  |  |
|                |                             |                |        |        |  |  |  |
| Inscrits       | Inscrits                    | Inscrits       | 54 285 | 100,00 |  |  |  |
| Abstentions    | Abstentions                 | Abstentions    | 14 533 | 26,77  |  |  |  |
| Votants        | Votants                     | Votants        | 39 752 | 73,23  |  |  |  |
| Blancs et nuls | Blancs et nuls              | Blancs et nuls | 855    | 2,15   |  |  |  |
| Exprimés       | Exprimés                    | Exprimés       | 38 897 | 97,85  |  |  |  |

#### Deuxième circonscription (Troyes - Bar-sur-Seine)
| Candidat       | Candidat                    | Parti          | Premier tour | Premier tour | Second tour | Second tour |  |
| Candidat       | Candidat                    | Parti          | Voix         | %            | Voix        | %           |  |
| -------------- | --------------------------- | -------------- | ------------ | ------------ | ----------- | ----------- |  |
|                | Robert Galley sortant réélu | RPR (UNM)      | 22 178       | 47,16        | 25 861      | 50,35       |  |
|                | Jean Weinling               | PS             | 17 671       | 37,58        | 25 502      | 49,65       |  |
|                | Arlette Boilot              | PCF            | 5 425        | 11,54        |             |             |  |
|                | André Lemeland              | Divers centre  | 1 753        | 3,73         |             |             |  |
|                |                             |                |              |              |             |             |  |
| Inscrits       | Inscrits                    | Inscrits       | 64 883       | 100,00       | 64 882      | 100,00      |  |
| Abstentions    | Abstentions                 | Abstentions    | 17 355       | 26,75        | 12 933      | 19,93       |  |
| Votants        | Votants                     | Votants        | 47 528       | 73,25        | 51 949      | 80,07       |  |
| Blancs et nuls | Blancs et nuls              | Blancs et nuls | 501          | 1,05         | 586         | 1,13        |  |
| Exprimés       | Exprimés                    | Exprimés       | 47 027       | 98,95        | 51 363      | 98,87       |  |

#### Troisième circonscription (Troyes - Nogent-sur-Seine)
| Candidat       | Candidat               | Parti             | Premier tour | Premier tour | Second tour | Second tour |  |
| Candidat       | Candidat               | Parti             | Voix         | %            | Voix        | %           |  |
| -------------- | ---------------------- | ----------------- | ------------ | ------------ | ----------- | ----------- |  |
|                | Paul Granet sortant    | UDF (Rad)         | 18 794       | 38,65        | 25 293      | 47,96       |  |
|                | Michel Cartelet élu    | PS                | 14 637       | 30,10        | 27 446      | 52,04       |  |
|                | Georges Didier         | PCF               | 9 560        | 19,66        | Retrait     | Retrait     |  |
|                | Edgard Barbuat         | RPR               | 2 871        | 5,90         |             |             |  |
|                | Hélène Colonna-Bourdon | Divers écologiste | 970          | 1,99         |             |             |  |
|                | Gaspard de Contades    | MDS               | 753          | 1,55         |             |             |  |
|                | Annie Cousin           | LO                | 435          | 0,89         |             |             |  |
|                | Jean-Pierre Gastebois  | Divers droite     | 433          | 0,89         |             |             |  |
|                | Robert Quignard        | Divers gauche     | 169          | 0,35         |             |             |  |
|                |                        |                   |              |              |             |             |  |
| Inscrits       | Inscrits               | Inscrits          | 70 074       | 100,00       | 70 078      | 100,00      |  |
| Abstentions    | Abstentions            | Abstentions       | 20 763       | 29,63        | 16 242      | 23,18       |  |
| Votants        | Votants                | Votants           | 49 311       | 70,37        | 53 836      | 76,82       |  |
| Blancs et nuls | Blancs et nuls         | Blancs et nuls    | 689          | 1,4          | 1 097       | 2,04        |  |
| Exprimés       | Exprimés               | Exprimés          | 48 622       | 98,6         | 52 739      | 97,96       |  |